# 自動車関係の認定職業訓練施設一覧
自動車関係の認定職業訓練施設一覧（じどうしゃかんけいのにんていしょくぎょうくんれんしせついちらん）は、日本全国にある自動車関係の認定職業訓練による職業能力開発校一覧。
訓練生が訓練修了時の技能照査に合格することで技能士補の称号が与えられる。

## 一覧

### 北海道
- 北海道立旭川高等技術専門学院（2年課程　自動車整備科）
- 北海道立旭川高等技術専門学院・稚内分校（洗車整備スタッフ科[機動職業訓練 求職者であり障がいのある方が対象訓練]）
- 北海道立北見高等技術専門学院（2年課程  自動車整備科）
- 北海道立釧路高等技術専門学院（普通課程2年  自動車整備科）
- 北海道立函館高等技術専門学院（普通課程2年　自動車整備科）
- 北海道立帯広高等技術専門学院（2年課程 自動車整備科）
- 北海道自動車整備大学校（2年課程　二級自動車整備科）
- 北日本自動車大学校（2年課程　自動車整備科）

### 東北
- 秋田県立秋田技術専門校（2年課程　自動車整備科）
- 秋田県立鷹巣技術専門校（2年課程　自動車整備科）
- 岩手県立千厩高等技術専門校（2年課程　自動車システム科）
- 岩手県立宮古高等技術専門校（2年課程　自動車システム科）
- 岩手県立二戸高等技術専門校（2年課程　自動車システム科）
- 宮城県立仙台高等技術専門校（2年課程　自動車整備科）
- 宮城県立気仙沼高等技術専門校（2年課程　自動車整備科）
- 宮城県立石巻高等技術専門校（2年課程　自動車整備科）
- 山形県立山形職業能力開発専門校（自動車科）
- 福島県立テクノアカデミー会津（普通課程2年　自動車整備科）
- 福島県立テクノアカデミー浜（普通課程2年　自動車整備科）

### 関東
- 栃木県立県央産業技術専門校（2年課程　自動車整備科）
- 高崎自動車整備大学校（普通課程　短期課程）（共同訓練校）
- 株式会社SUBARU 群馬製作所 高等職業訓練校（単独訓練校）
- 茨城県立土浦産業技術専門学院（普通課程2年　自動車整備科）
- 春日部高等技術専門校（2年課程　自動車整備科）
- コスモ石油株式会社東京研修センター（短期課程）
- 千葉県立市原高等技術専門校（普通課程2年　自動車整備科）
- 千葉県立旭高等技術専門校（普通課程2年　自動車整備科）
- 東京都立中央・城北職業能力開発センター・板橋校（2年課程　自動車車体整備科）
- 東京都立城東職業能力開発センター・江戸川校（2年課程　自動車整備工学）
- 東京都立多摩職業能力開発センター・八王子校（2年課程　自動車整備工学科）
- 東京都立多摩職業能力開発センター（1年課程　自動車塗装科）
- 東京工科自動車大学校・中野校
- 日野工業高等学園（単独訓練校）
- いすゞ自動車高等工業学校（単独訓練校）
- 三菱ふそう高等職業訓練校（休止中 2014年時点）
- 神奈川県立東部総合職業技術校・かなテクカレッジ東部（普通課程2年 自動車整備コース）
- 神奈川県立西部総合職業技術校・かなテクカレッジ西部（普通課程2年 自動車整備コース）
- 一般社団法人 新潟県自動車整備振興会 新潟県自動車整備商工組合（短期課程 自動車整備科）
- 新潟県立新潟テクノスクール（2年課程　自動車整備科）
- 新潟県立上越テクノスクール（2年課程　自動車整備科）
- 丸山自動車研修センター（単独訓練校・休止中 新潟県 株式会社丸山自動車 ）
- 山梨県立峡南高等技術専門校（普通課程2年　自動車整備科）

### 中部
- 長野県飯田技術専門校（2年課程　自動車整備科）
- 長野県松本技術専門校（2年課程　自動車整備科）
- 長野県自動車整備振興会（短期課程）
- 静岡県立清水技術専門校（2年課程　自動車整備科）
- 静岡県自動車整備振興会技術講習所（短期課程　自動車整備）
- トヨタカローラ東海株式会社（短期課程　自動車営業スタッフ専門研修）
- 静岡スバル自動車株式会社（短期課程　自動車営業スタッフ）
- 静岡スバル自動車株式会社（短期課程　自動車整備スタッフ）
- 株式会社スズキ自販静岡（短期課程　自動車営業育成）
- 株式会社スズキ自販静岡（短期課程　自動車整備育成）
- 静岡トヨペット株式会社（短期課程　自動車基礎）
- 静岡トヨペット株式会社（短期課程　集客販促）
- 遠鉄磐田自動車学校（短期課程　大型2種、普通2種）
- トヨタ工業学園高等部（中卒者対象 3年制）
- トヨタ工業学園専門部（高卒者対象）
- 奈良県自動車車体整備高等職業訓練校　奈良県自動車車体整備共同組合（短期課程　自動車車体整備科）
- 奈良交通株式会社研修センター（短期課程　自動車運転科）
- 一般社団法人石川県自動車整備振興会（短期課程　自動車整備科）
- 富山県自動車整備振興会（短期課程　自動車整備科）
- 岐阜県立国際たくみアカデミー職業能力開発校（普通課程　自動車エンジニア科）
- 三重県立津高等技術学校（普通課程2年　自動車技術科）

### 近畿
- テクノカレッジ草津[高等技術専門校草津校舎]（普通課程2年　自動車整備科）
- 京都府立福知山高等技術専門校（2年課程　自動車整備科）
- 大阪府立高等職業技術専門校・南大阪校（2年課程　自動車整備科）
- 一般社団法人和歌山県自動車整備振興会（短期課程　自動車整備科）
- 和歌山県立和歌山産業技術専門学院（2年課程　自動車工学科）
- 和歌山県立田辺産業技術専門学院（2年課程　自動車工学科）

### 中国
- 岡山県立北部高等技術専門校・美作校（2年課程　自動車工学科）
- 岡山県立北部高等技術専門校・美作校（1年課程　自動車車体整備科）
- 鳥取県自動車整備振興会技術講習所（短期課程　自動車整備科）
- 島根県立東部高等技術校（2年課程　自動車工学科）
- 広島県立三次高等技術専門校（普通課程2年　自動車整備科）
- 山口県立東部高等産業技術学校（普通課程2年　自動車整備科）

### 四国
- 香川県立高等技術学校・高松校（普通課程2年　技術専門コース 自動車工学科)
- 徳島県立南部テクノスクール（普通課程2年　自動車整備科）
- 高知県立高知高等技術学校（普通課程2年　自動車整備科）
- 愛媛県立高等技術専門校・新居浜校（普通課程2年　自動車整備科）
- 保険大学（株式会社ガリレオコーポレーション）（短期課程　自動車保険科）

### 九州・沖縄
- 福岡県立田川高等技術専門校（1年課程　自動車整備科[中卒・離転職者]）
- 福岡県立福岡高等技術専門校（2年課程　自動車整備科[高卒・離転職者]）
- 福岡県立小竹高等技術専門校（2年課程　自動車整備科[高卒・離転職者]）
- 福岡県立久留米高等技術専門校（2年課程　自動車整備科[高卒・離転職者]）
- 佐賀県立産業技術学院（2年　自動車工学科）
- 長崎高等技術専門校（自動車整備科）
- 佐世保高等技術専門校（自動車整備科）
- 熊本県自動車整備商工組合 技能研修センター（短期課程　自動車整備）
- 大分県自動車整備教育センター（短期課程）
- 大分県立大分高等技術専門校（自動車整備科）
- 鹿児島県立高等技術専門校・吹上校（普通課程2年　自動車工学科）
- 沖縄県立商工労働部 具志川職業能力開発校（普通課程2年　自動車整備科）
- 沖縄県立商工労働部 浦添職業能力開発校（普通課程2年　自動車整備科）